# Jean-Gaétan Daniel
Jean-Gaétan Daniel (né le 30 août 1903 à Saint-Esprit, et mort le 21 janvier 1984 à Saint-Laurent, Québec) est un homme politique québécois. Il a été le député de la circonscription de Montcalm pour le Parti libéral de 1935 à 1936.
Il est le fils de Joseph-Ferdinand Daniel, député de Montcalm de 1917 à 1929.